# Walmart de México y Centroamérica

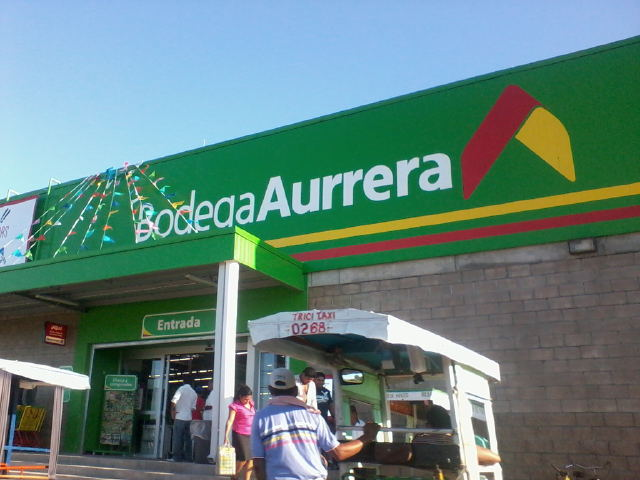

Walmart de México y Centroamérica, también conocida como Wal-Mart de México, S.A.B de C.V., es la filial mexicana de la cadena de comercialización minorista estadounidense que Walmart Stores posee en México y Centroamérica fundada en el año 2000 con su sede en la alcaldía Azcapotzalco, en la Ciudad de México. A finales del año 2016, su red incluía 2,291 establecimientos comerciales en México y 731 en cinco países de Centroamérica. Sus operaciones incluyen otros establecimientos comerciales como Walmart Express, Sam's Club, Bodega Aurrera, y anteriormente Suburbia y los restaurantes Vips y El Portón.
Es el mayor empleador privado de México (más de 190 mil empleos a fines del año 2016) y la tercera compañía más importante (tras Pemex y América Móvil), considerando su volumen de ventas.

## Historia
Walmart Stores comenzó sus operaciones en México en el año 1991 tras asociarse con el grupo comercial Cifra, en lo que constituyó la primera expansión de la compañía fuera de los Estados Unidos. Como fruto de esa alianza, ese mismo año surge el primer Sam's Club en México y Walmart adquiere el 50% del paquete accionario de las emblemáticas tiendas Aurrera. Los supermercados Aurrera fueron fundados en el año 1958 por el empresario de origen asturiano Jerónimo Arango (de hecho, “aurrera” significa “adelante” y “buena nueva” en idioma euskera).
En el año 1994, amplía sus operaciones comerciales a través de la tienda departamental Suburbia (ropa, calzado y accesorios) y la cadena de supermercados Superama, que anteriormente pertenecían al grupo Cifra.
En el año 1997, la compañía se convierte en la principal accionista de Cifra y en el año 2000, se constituye formalmente Wal-Mart de México, S.A.B de C.V., integrado por las empresas Bodega Aurrera, Walmart, Superama, Sam's Club, Suburbia, Vips y El Portón. En el año 2001, los supermercados Aurrera se convierten al formato de Walmart Supercenter.

### Expansión a Centroamérica
En el año 2005, Walmart Corp (US) adquiere el 33% de las acciones de Carhco, empresa conformada por las compañías minoristas CSU (en Costa Rica) y La Fragua (en Guatemala).
En el año 2009, Wal-Mart de México adquiere Walmart Centroamérica, y desde ese entonces, opera en 5 países de la región (Guatemala, Honduras, El Salvador, Nicaragua y Costa Rica) mediante nombres comerciales como Walmart, Supermercados Paiz, La Despensa de Don Juan, Despensa Familiar, Maxi Despensa, Palí, La Unión, Más x Menos y Maxi Pali. A partir del año 2011, sin embargo, algunos de estos establecimientos se han convertido al tradicional formato Walmart.

## Gobierno corporativo
Walmart de México y Centroamérica ha sido reconocida internacionalmente por las prácticas de gobierno corporativo bajo las cuales se rige. La administración de la empresa está a cargo de un Consejo de Administración compuesto por miembros designados en la asamblea general, consejeros independientes (que constituyen un 25% de los consejeros) y una minoría de accionistas (que pueden elegir un consejero cuando su participación accionaria represente al menos el 10% de las acciones de capital).
En el año 2010, la revista World Finance destacó el desempeño de Walmart de México y Centroamérica por promover acciones transparentes para beneficiar los intereses de sus accionistas. En ese mismo año, la compañía fue reconocida por el Boston Consulting Group en su reporte anual de empresas creadoras de valor ocupando el 2.º puesto en el sector de retail, siendo solo superada por Suning Appliance de China.
En marzo del año 2011, la empresa fue reconocida como la mejor administrada de Latinoamérica por su rendimiento en materia de gobierno corporativo según la publicación especializada Euromoney con base en una encuesta realizada entre consultoras e institutos de investigación orientados a la región.

## Formatos y marcas
Walmart de México y Centroamérica opera en México distintas denominaciones comerciales que atienden a segmentos específicos de consumidores:

### México
- Walmart Supercenter: Cadena de hipermercados con amplio surtido, desde abarrotes y perecederos, hasta ropa y mercancías generales, Tiendas para ciudades de más de 100 mil habitantes. Al cierre del año 2018, tenía 274 tiendas Walmart.
- Bodega Aurrera: Formato de mayor antigüedad (abrió el primer establecimiento en el año 1958 como Aurrera y transformada en el año 1970 en Bodega Aurrera), que cuenta con productos de mayor rotación en los hipermercados, desde abarrotes y perecederos, hasta ropa y mercancías generales. Enfocado a precio. Para ciudades de menos de 100 mil habitantes o áreas metropolitanas. Al cierre del año 2016, tenía 490 tiendas Bodega Aurrera.
- Mi Bodega Aurrera: Supermercados para ciudades y poblaciones de 10 mil a 90 mil habitantes, son tiendas que cuentan con productos, de forma moderada, como Abarrotes, Perecederos y Mercancías Generales. Al cierre del año 2016, tenía 331 tiendas Mi Bodega Aurrera.
- Bodega Aurrerá Express: Tiendas de conveniencia de 300 a 500 m, para ciudades grandes y medianas. Al cierre del año 2016, tenía 942 tiendas Bodega Aurrera Express.
- Walmart Express (Superama): Tiendas de autoservicio ubicadas en zonas residenciales. Iniciaron sus operaciones comerciales en el año 1965. Al cierre del año 2016, tenía 96 tiendas Superama. En octubre del año 2020, Walmart anunció el cambio de formato a Walmart Express.[22]
- Sam's Club: Orientado al segmento mayorista (también opera en otros países como los EE.UU, Canadá, Puerto Rico, China y Brasil).[23] Abrió su primera tienda en México en 1991.[24] Al cierre del año 2016, tenía 160 clubes de precio Sam’s Club.

Entre las marcas propias que Walmart comercializa en México destacan "Aurrera", "Great Value", "Bait", "Equate", "Extra Special" y "World Table".

#### Marcas vendidas
- Vips y El Portón: Cadena gastronómica con concepto de restaurante-cafetería que inició sus actividades en el año 1964 y fue adquirida por Walmart vía Cifra, en el año 2013. Posteriormente, fueron vendidas a la empresa Alsea.[25]
- Banco Walmart: Inició sus operaciones en el año 2007 con el objetivo de captar a un segmento de clientes que buscaba ahorrar.[26] A principios del año 2011, su red incluía 250 sucursales en 9 estados del país.[27] Tras no lograr una inserción de mercado fue vendido y, el 1 de diciembre del año 2015, completó su fusión con Banco Inbursa (propiedad de Grupo Carso).
- Suburbia: Cadena de tiendas de venta de ropa, calzado y accesorios.[28] Su primera sucursal abrió en el año 1970 en el sur de la Ciudad de México.[29] Fue vendida en el año 2017 a El Puerto de Liverpool.[30]

### Centroamérica

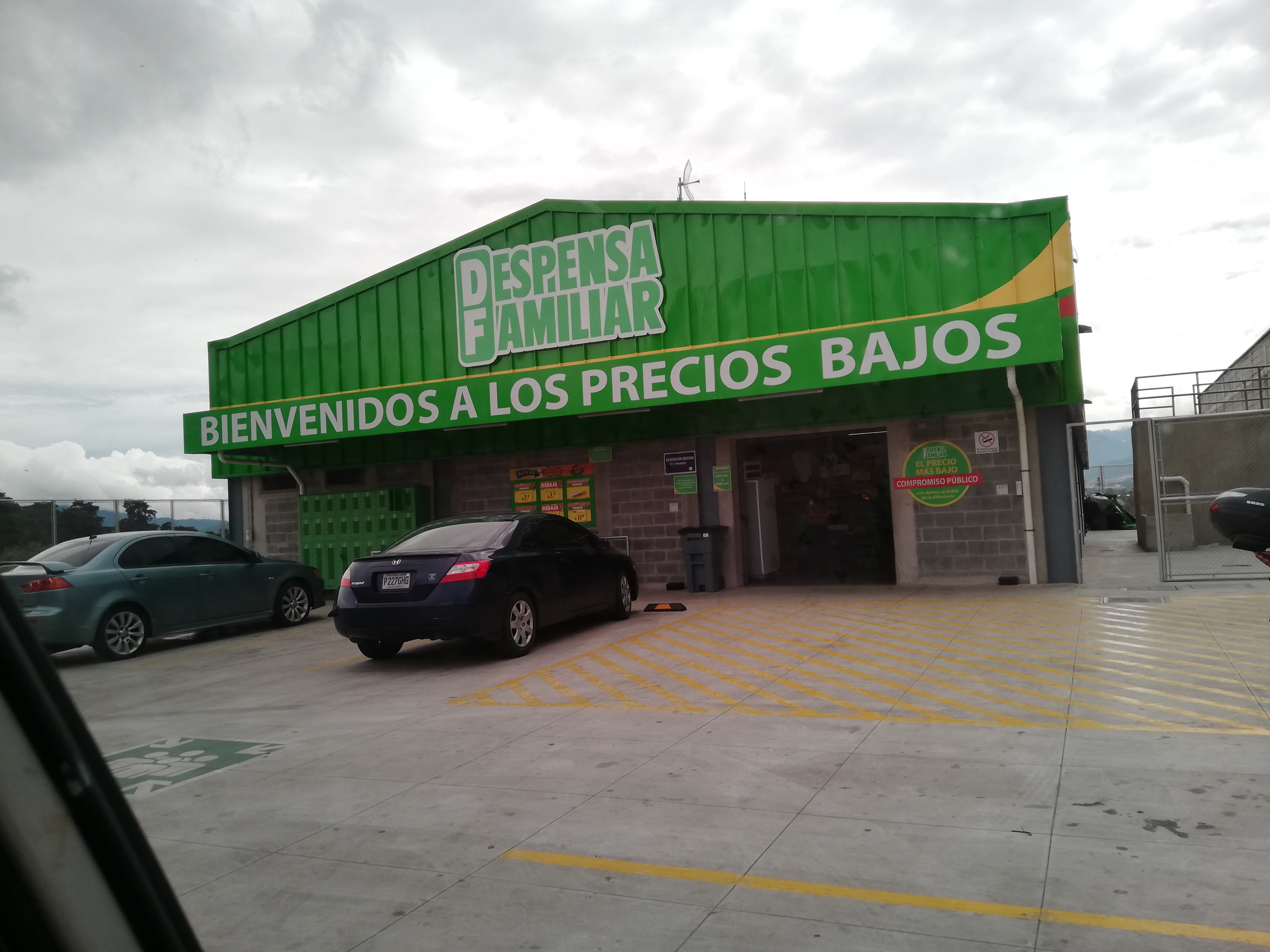
Una de las sucursales de Despensa Familiar en Villa Nueva, Guatemala

Al cierre del año 2016, la compañía contaba con 731 tiendas en 5 países de Centroamérica.

#### Guatemala
- Walmart: cadena de hipermercados. En el año 2011, culminó el proceso de conversión de los 7 hipermercados Paiz existentes a la marca “Walmart”.[31] La cadena minorista “Almacenes Paiz S.A” surgió en el año 1928 y al momento de ser incorporada a Walmart ya era ampliamente conocida por los consumidores guatemaltecos.[32]
- Supertiendas Paiz: cadena de supermercados. Fundada en el año 1959.
- Despensa Familiar: cadena de tiendas de descuento.
- Maxi Despensa: cadena de supermercados.

#### El Salvador
- Walmart: cadena de hipermercados (antes “Hiper Paiz”).[33]
- La Despensa de Don Juan: cadena de supermercados. Inicialmente, fue adquirida en el año 2003 por la cadena Paiz de Guatemala.[34]
- Despensa Familiar: cadena de tiendas de descuento. Comienza a operar en el país en el año 1998.
- Maxi Despensa: cadena de supermercados. Formato inaugurado en el país en el año 2011 con la apertura de una sucursal en San Marcos.[35]

#### Honduras
- Walmart: cadena de hipermercados. Primer país centroamericano en tener supermercado con formato Walmart (abril del año 2011).[36]
- Supertiendas Paiz: cadena de supermercados. Presente en Honduras desde el año 2006 tras la adquisición de “Super Ceibeños” por parte del grupo Paiz.[37]
- Despensa Familiar: cadena de tiendas de descuento.
- Maxi Despensa: cadena de supermercados. Formato inaugurado en el país en el año 2011 con la apertura de una sucursal en La Ceiba.[38]

#### Nicaragua
- Walmart: cadena de hipermercados (el primero surgió de la conversión de la tienda la Unión Guanacaste, carretera sur.)[39]
- Supermercados La Unión: cadena de supermercados. Fundada en el año 1960 como parte de la Corporación de Supermercados Unidos S.A.
- Palí: cadena de tiendas de descuento. Fundada en el año 1960 como parte de la Corporación de Supermercados Unidos S.A.
- Maxi Palí: formato híbrido entre tienda de descuento y supermercado (además de comestibles ofrece electrodomésticos y productos de ferretería, entre otros). Inauguró su primer establecimiento en el año 2011.[40]

#### Costa Rica
- Walmart: cadena de hipermercados, fundada en el año 1998 con el nombre de Hipermás. Debido al proceso de fusión de la Corporación de Supermercados Unidos S.A. con Walmart, en el año 2011 adquiere el nombre de Walmart.[41]
- Masxmenos: cadena de supermercados. Fundada en el año 1960 como parte de la Corporación de Supermercados Unidos S.A.
- Palí: cadena de tiendas de descuento. Fundada en el año 1960 como parte de la Corporación de Supermercados Unidos S.A.
- Maxi Palí: Antes conocido como Maxi Bodega. Formato híbrido entre tienda de descuento y supermercado (además de comestibles ofrece electrodomésticos y productos de ferretería, entre otros). Inauguró su primer establecimiento en el país en el año 2011 en la ciudad de Cartago.[42]

## Desempeño financiero
Walmart de México y Centroamérica cotiza en la Bolsa Mexicana de Valores desde el año 1997 y es la única empresa de Walmart Stores con cotización bursátil independiente de los Estados Unidos.
En el año 2012, además, la cadena minorista fue incorporada al IPC Sustentable de la Bolsa Mexicana de Valores, un índice que evalúa a las empresas por su desempeño integral. Este indicador, similar al Bovespa-IFC Sustainability (en Brasil) y al Dow Jones Sustainability (en los Estados Unidos), analiza a las compañías por sus prácticas en materia económica (incluyendo aquí gobierno corporativo, ética y prácticas antilavado), ambiental (incluyendo uso del agua y políticas de reciclaje y energías renovables) y social (incluyendo salud, seguridad y diversidad entre otros puntos).

## Impacto social
En paralelo a su consolidación en el mercado mexicano, la compañía ha participado en numerosas iniciativas sociales en áreas como la sustentabilidad y la responsabilidad social empresarial.

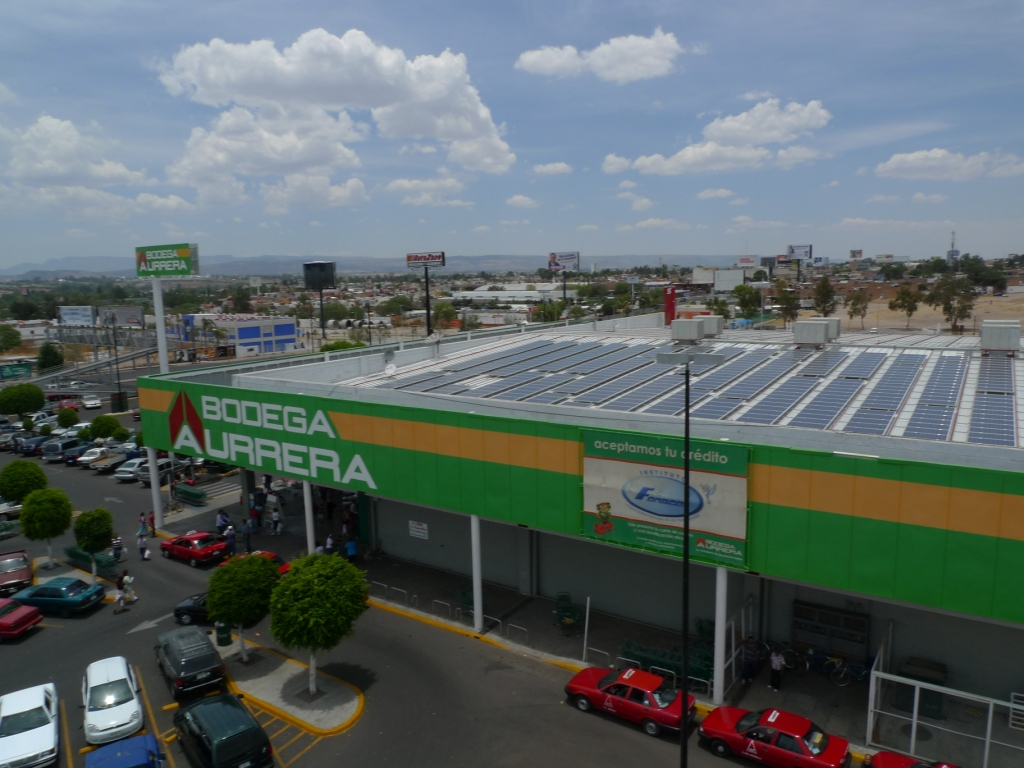
Una de las sucursales de Bodega Aurrera en Aguascalientes tiene paneles solares para aprovechar el uso de energía fotovoltaica

### Sustentabilidad
En septiembre del año 2010, la empresa oficializó su compromiso de utilizar 100% de energías renovables a través de estrategias como la reducción del consumo de los suministros energéticos, la intensificación del reciclaje de desechos y la eliminación de descargas contaminantes del agua.
Como parte de esa iniciativa, actualmente el 72% de las tiendas y clubes de precio son suministrados con energía renovable, lo que la convierte en la empresa de autoservicio líder en consumo de energía renovable. La expansión en materia de energías renovables llegaría al 100% en el largo plazo e incluiría también el uso de energía fotovoltaica.
La empresa participa desde el año 2012 en la Iniciativa Mexicana para las Energías Renovables (IMERE), un programa liderado por el Fondo Mundial para la Naturaleza (WWF) y apoyado por sectores académicos, privados y de la sociedad civil cuyo objetivo es promover el desarrollo de fuentes renovables en la generación de electricidad. Walmart de México y Centroamérica también ha sido reconocida internacionalmente por sus prácticas tendientes a reducir el consumo de bolsas de plástico e incentivar el uso de bolsas reutilizables. Por estas prácticas, la compañía fue incluida en el año 2011 en el ranking anual de empresas ecológicas de la revista Newsweek, ocupando el puesto 14 a nivel mundial (sobre 500).
Por otro lado, en materia de los residuos que la compañía genera en México, el 73% son reciclados o reutilizados.

### Relaciones con la comunidad
Tanto en México como en Centroamérica, la empresa ha impulsado y participado en iniciativas para la capacitación de agricultores, generación de huertos y desarrollo de comunidades a través de la comercialización de sus productos, entre otras. Ha sido a través de Fundación Walmart de México (creada en el año 2004) que la compañía no solo contribuye a mejorar la alimentación de comunidades marginadas a través de donativos financieros y en especie, sino también implementa acciones para la lucha contra el hambre, el empoderamiento de la mujer, agricultura sustentable, apoyo en desastres y voluntariado. En el año 2011, la fundación canalizó 569 millones de pesos en donativos en especie y financieros.
En el año 2016, la compañía tuvo 103,120 participaciones voluntarias de asociados, familiares, clientas y socios a través de más de 2,240 actividades impulsadas por Fundación Walmart de México. Asimismo, la compañía es uno de los principales donadores a bancos de alimentos del país, a través de sus tiendas, clubes de precio y centros de distribución. En este sentido, canalizó 26,188 toneladas de alimento beneficiando a más de 788,400 personas en México en el año 2016.
En coordinación con la Cruz Roja y con el Programa de las Naciones Unidas para el Desarrollo (PNUD), la Fundación Walmart de México también ha participado en iniciativas tendientes a reactivar la situación económica de familias afectadas por desastres ambientales. En el año 2009, el convenio entre estas tres instituciones y la Fundación del Empresariado en México (Fundemex) proporcionó fondos financieros a comunidades de 10 estados (Chiapas, Oaxaca, Tabasco, Quintana Roo, Campeche, Puebla, Yucatán, Baja California Sur, Veracruz y Sonora).
Ante otros desastres naturales como la sequía y las consecuencias generadas por el paso del Huracán Karl (2010), Walmart de México y Centroamérica ha reaccionado promoviendo campañas de recolección o facilitando la canalización de ayuda económica a los damnificados a través de cuentas en Banco Walmart. Por otra parte, Walmart de México y Centroamérica ha promovido el empoderamiento de mujeres proveedoras en todos los países, con notable éxito en Costa Rica, donde más de un tercio de sus proveedores de pequeñas y medianas empresas (pymes) son mujeres.
En el año 2012, Walmart México y Centroamérica fue incluida en la lista de 10 empresas que han obtenido el Distintivo ESR del Centro Mexicano para la Filantropía (Cemefi) durante 12 años consecutivos por la consolidación de sus estrategias en materia de Responsabilidad social corporativa.

### Relaciones comerciales
Walmart de México y Centroamérica cuenta con más de 22, 590 proveedores. Del total de ventas de la empresa, el 93% proviene de artículos comprados en México. La compañía brinda oportunidades de desarrollo a pequeños productores y a pymes, quienes componen el 87% del total de proveedores de la compañía en México. En el año 2016, la empresa capacitón a más de 15 mil pequeños productores, quienes actualmente comercializan algunos de sus productos en las tiendas de la compañía.
En México y Centroamérica, la empresa tiene más de 28 mil proveedores en la región, de los cuales alrededor del 70% son PYMES.  La labor enfocada al fortalecimiento de los proveedores de Walmart ha contado con el aval de la Secretaría de Economía en México y el aporte de instituciones educativas como el Tecnológico de Monterrey.

## Controversias

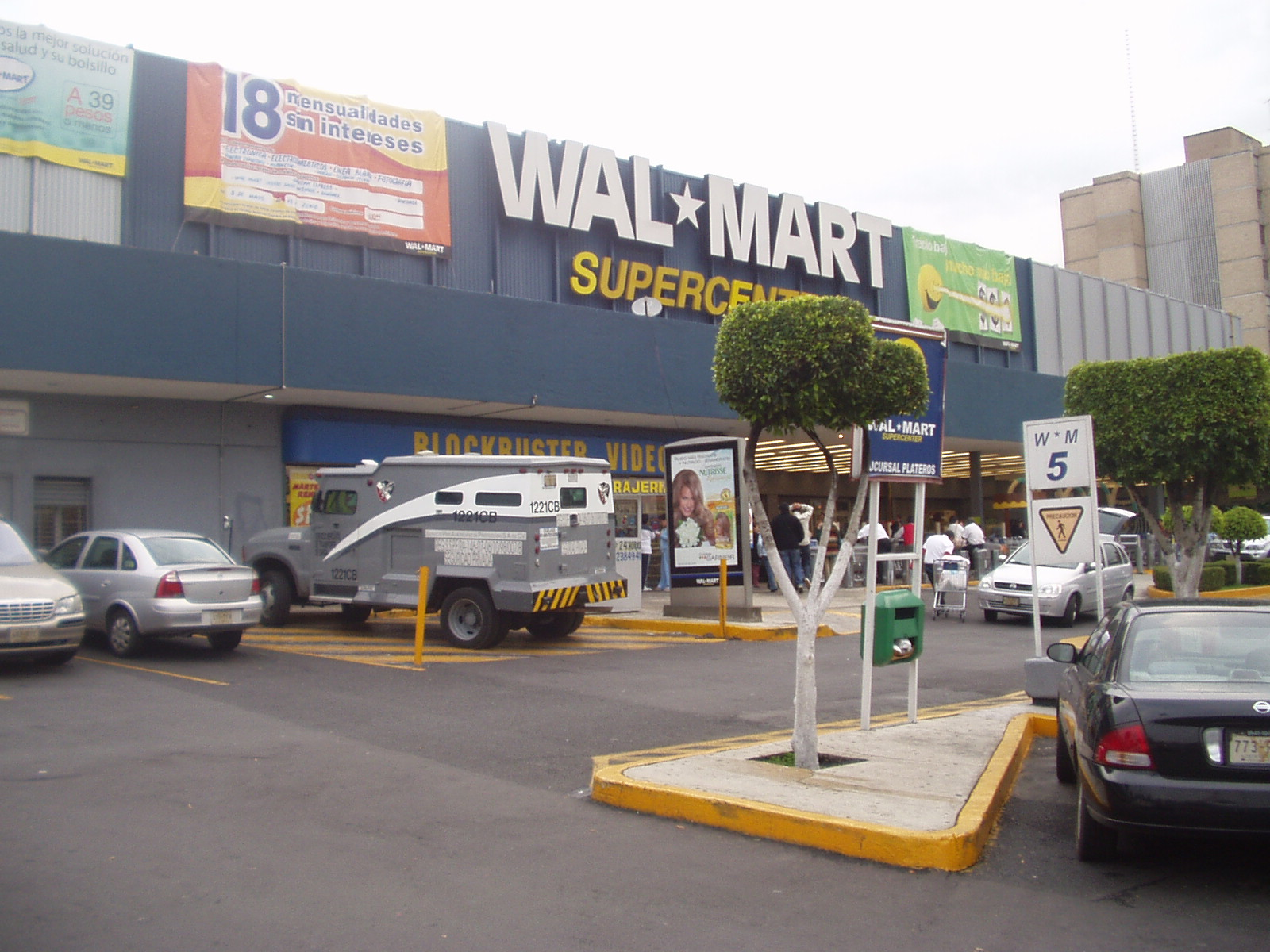
Descripción general del supercentro Wal Mart -Plateros- Tienda en la Ciudad de México. Antes de que Wal Mart ingresara a México, esta era una tienda Aurrera.

### Investigación por corrupción y soborno
El 21 de abril del año 2012, el diario estadounidense The New York Times publicó que Walmart de México presuntamente pagó sobornos por hasta 24 millones de dólares para obtener permisos para construir tiendas a fin depetición para dominio en el mercado mexicano.
Eduardo Castro-Wright, ex CEO de Walmart durante el periodo del año 2002 al año 2004, fue presuntamente el principal responsable de la estrategia que involucró a varios ejecutivos en el escándalo de corrupción de la empresa. De acuerdo con The New York Times, Sergio Cicero Zapata, un exejecutivo de Walmart de México, fue quien en el año 2005 reveló a un abogado de la empresa cómo fue el pago de sobornos.
El caso de soborno, causó al cierre del mes de abril del año 2012, una baja en las acciones de Walmart de 12.01% dentro de la Bolsa Mexicana de Valores y 4.66% en Wall Street. Así mismo, la situación generó dificultades para la compañía en sus planes de expansión, ya que varias ciudades en los Estados Unidos le negaron la construcción de nuevas sucursales, tales como las ciudades de Los Ángeles y Boston.

### Sobre la supuesta "Publicidad Infantil"
El 31 de agosto del año 2011, en Costa Rica como fruto de una alianza entre Supermercados Unidos S.A. (Que opera los supermercados Walmart en Costa Rica) y la Fundación Ayudemos a Ayudar del Ministerio de Cultura y Juventud se renueva la sala interactiva del Museo de los Niños "Super Inteligente". La cual tenía la función de enseñar a los niños el valor del ahorro y la nutrición. Sin embargo, muchos tomaron esto como corrupción administrativa, ya que el nombre de Walmart fue difundido en toda la sala. Muchos se abalanzaron a las redes sociales tachando la sala como "Una publicidad engañosa para convencer a los niños que si no compran en Walmart no son inteligentes".
La gente se lanzó a protestar a las afueras de las instalaciones del Museos de los Niños y de las instalaciones de Supermercados Unidos S.A. protestando para quitar la sala. E incluso se presentó una petición a la Asamblea Legislativa pero se denegó. Incluso se produjo un mini documental llamado "El mundo según Walmart" que se encuentra en YouTube.
El 20 de septiembre del año 2011, la Sala de Prensa y Comunicaciones de la Fundación Ayudemos a Ayudar comunicó:
“Respetamos los comentarios emitidos por todas las personas, sin embargo no los compartimos de ninguna forma, ya que el Museo de los Niños tiene muy claro cuáles son los principios, valores y el objetivo principal por el cual viene trabajando desde hace 17 años: educar a los niños y a las niñas por medio del juego”
Indicó que la sala “Súper Inteligente” existe desde hace cuatro años, sin embargo, debido a la condición en que se encontraba, “era necesario realizarle una completa remodelación; por lo cual se le presentó el proyecto a la empresa Walmart para su desarrollo”.
“Como en todas las demás salas del Museo, el objetivo primordial del “Súper Inteligente” es que los pequeños puedan aprender mientras se divierten sanamente. En este caso, el espacio pretende informar al visitante acerca de los beneficios de seleccionar lo que más le convenga a las personas; e identificar las diferentes opciones de bienes que se presentan en el mercado, basándose en sus necesidades reales, objetivos y presupuesto. Asimismo, la sala pretende explicar y hacer conciencia sobre la importancia del ahorro, de leer la información que acompaña cada producto con el fin de conocer su valor nutritivo, analizar el contenido de los productos, la cantidad, el precio y hasta la fecha de vencimiento. Además, por medio de los diferentes dispositivos se desea mostrar los beneficios de planificar las compras y la importancia que tiene una dieta balanceada para la salud.
Al final, se dejó la sala y se renovó el contrato con Walmart para la financiación por 4 años más.